# Feniks Charków
Feniks Charków (ukr. Футбольний клуб «Фенікс» Харків, Futbolnyj Kłub "Feniks" Charkiw) – ukraiński klub piłkarski z siedzibą w mieście Charków, w północno-wschodniej części kraju. 

## Historia
Chronologia nazw:
- 1908: Persza charkowska futbolna komanda (ukr. «Перша харківська футбольна команда», ros. «Первая харьковская футбольная команда»)
- 1911: Feniks Charków (ukr. «Фенікс» (Харків), ros. «Феникс» (Харьков))
- 1919: klub rozwiązano

Pierwsza charkowska futbolowa drużyna powstała w Charkowie jesienią 1908 roku o nazwie Persza charkowska futbolna komanda, która w 1911 została przemianowana na Feniks. Występował w rozgrywkach lokalnych Charkowa, dopóki nie został rozwiązany w 1919 roku.

## Sukcesy
- mistrz Charkowa: 1911, 1912, 1915, 1916.